# Ravelstein
Ravelstein è l'ultimo romanzo di Saul Bellow, pubblicato nel 2000. Il libro prende nome dal protagonista Abe Ravelstein, professore di filosofia all'Università di Chicago in qualche modo modellato sull'amico dello scrittore Allan Bloom (1930-92).

## Trama
È la storia raccontata da un narratore al quale un amico, Ravelstein, chiede di scrivere la biografia dopo che sarà morto. Egli, con l'amante d'origine malese Nikki, si trova a Parigi e si aspetta di morire presto, avendo contratto l'AIDS. Dopo la sua morte, il narratore va in vacanza nei Caraibi con la moglie Rosamund. Qui contrae una malattia tropicale e torna negli Stati Uniti, dove convalescente si decide finalmente a scrivere le memorie del suo amico. Altri personaggi sono Vela, ex-moglie del narratore, i colleghi docenti universitari Marla Glyph (capo dipartimento), Rakhmiel Kogon, Radu Grielescu (modellato su Mircea Eliade), Battle e Felix Davarr (ormai morto, vecchio insegnante di Ravelstein, modellato su  Leo Staruss), alcuni medici e la cameriera di Ravelstein, Ruby Tyson.

## Edizioni italiane
- Saul Bellow, Ravelstein, traduzione di Vincenzo Mantovani, Milano, Mondadori ("Scrittori italiani e stranieri"), 2000, ISBN 88-04-48325-3.
- Saul Bellow, Ravelstein, traduzione di Vincenzo Mantovani, Milano, Mondadori ("Oscar narrativa" n. 1766), 2001, ISBN 88-04-49123-X.
- Saul Bellow, Ravelstein, in Romanzi, vol. II, trad. di Vincenzo Mantovani, a cura di Guido Fink, Milano, Mondadori (collana "I Meridiani), 2008, ISBN 978-88-04-55216-1.